# Insel der blauen Delphine
Insel der blauen Delphine (englischer Originaltitel: Island of the Blue Dolphins) ist eine Erzählung von Scott O’Dell und das Jugendbuch-Erstlingswerk des Autors aus dem Jahre 1960. Die deutsche Erstausgabe erschien 1962 beim Walter Verlag. Es basiert auf der Geschichte der Verschollenen von San Nicolas.

## Inhalt
Erzählt wird die weibliche Robinson-Crusoe-Geschichte eines 12-jährigen Indianermädchens namens Karana (indianischer Name Won-a-pa-lei, zu deutsch das Mädchen mit dem langen schwarzen Haar), das allein mit seinem Bruder – der allerdings im ersten Jahr von Wildhunden getötet wird – auf einer Pazifikinsel zurückgelassen wird. Karana verbringt 18 Jahre auf der Insel und wird am Ende von zwei „weißen Männern“ auf ihrem Schiff mitgenommen.

## Rezeption
Das Jugendbuch wurde in 23 Sprachen übersetzt und gilt als Welterfolg. Kaylee Davis schreibt in ihrer Rezension: „Scott O'Dells erstes Buch für junge Leser zählt zu den beliebtesten und gepriesensten Romanen, die je für Kinder und Jugendliche geschrieben wurden … Der Roman erzählt nicht nur davon, wie es Karana gelang, ihre einsame Form von Glück zu finden, sondern auch von der Schönheit der Natur. Karanas Geschichte begleitet junge Leser ihr ganzes Leben lang.“

## Auszeichnungen
Insel der blauen Delphine erhielt 1961 die Newbery Medal und wurde im Jahr 1963 mit dem Deutschen Jugendliteraturpreis ausgezeichnet. Der Roman ist zudem in dem literarischen Nachschlagewerk 1001 Kinder- und Jugendbücher – Lies uns, bevor Du erwachsen bist! für die Altersstufe 12+ Jahre enthalten.

## Besonderheiten
Das Buch lässt sich gut von Kindern und Jugendlichen lesen und wird daher häufig als Schullektüre eingesetzt. O’Dell verfasste auch eine Fortsetzung des Buches unter dem Titel Das verlassene Boot am Strand, die im Jahr 1978 mit dem Österreichischen Staatspreis für Kinder- und Jugendliteratur ausgezeichnet wurde.

## Adaptionen
Am 3. Juli 1964 wurde eine Filmversion von „Die Insel der Blauen Delfine“ uraufgeführt. James B. Clark führte Regie und zeigte Celia Kaye als Karana in der Hauptrolle. Jane Klove und Ted Sherdeman adaptierten den Roman von O’Dell für das Drehbuch. Der Film wurde von Robert B. Radnitz und Universal Pictures mit einem kleinen Budget produziert. Die Kritiken waren geteilt, jedoch erhielt Celia Kaye 1965 einen Golden Globe Award als Beste Nachwuchsdarstellerin für ihre Rolle als Karana.

## Ausgaben
- Island of the Blue Dolphins. Houghton Mifflin, USA 1960 (englisch).
- Insel der blauen Delphine. Walter Verlag, 1962 (deutsche Erstausgabe).
- Insel der blauen Delphine. Oetinger, Hamburg 1998, ISBN 3-7891-0697-6.